# Іст-Сайд (Пенсільванія)
Іст-Сайд (англ. East Side) — місто (англ. borough) в США, в окрузі Карбон штату Пенсільванія. Населення — 247 осіб (2020).

## Географія
Іст-Сайд розташований за координатами 41°3′45″ пн. ш. 75°45′44″ зх. д. / 41.06250° пн. ш. 75.76222° зх. д. (41.062383, -75.762173).  За даними Бюро перепису населення США в 2010 році місто мало площу 2,99 км², з яких 2,97 км² — суходіл та 0,02 км² — водойми.

## Демографія
Згідно з переписом 2010 року, у селищі мешкало 317 осіб у 136 домогосподарствах у складі 78 родин. Густота населення становила 106 осіб/км².  Було 150 помешкань (50/км²).
Расовий склад населення:
| - 95,6 % — білих - 2,8 % — чорних або афроамериканців - 0,9 % — корінних американців |

До двох чи більше рас належало 0,3 %. Частка іспаномовних становила 1,3 % від усіх жителів.
За віковим діапазоном населення розподілялося таким чином: 18,6 % — особи молодші 18 років, 61,5 % — особи у віці 18—64 років, 19,9 % — особи у віці 65 років та старші. Медіана віку мешканця становила 44,4 року. На 100 осіб жіночої статі у селищі припадало 111,3 чоловіків;  на 100 жінок у віці від 18 років та старших — 109,8 чоловіків також старших 18 років.
Середній дохід на одне домашнє господарство  становив 47 507 доларів США (медіана — 32 321), а середній дохід на одну сім'ю — 54 498 доларів (медіана — 43 750). За межею бідності перебувало 13,5 % осіб, у тому числі 18,8 % дітей у віці до 18 років та 17,3 % осіб у віці 65 років та старших.
Цивільне працевлаштоване населення становило 122 особи. Основні галузі зайнятості: мистецтво, розваги та відпочинок — 22,1 %, освіта, охорона здоров'я та соціальна допомога — 18,9 %, роздрібна торгівля — 18,0 %.